# Corneliu Gurin
Corneliu Gurin (n. 21 iunie 1975, Chișinău, RSS Moldovenească, URSS, astăzi în Republica Moldova) este un jurist din Republica Moldova, Procuror General al Republicii Moldova între 18 aprilie 2013 și 1 martie 2016 și judecător al Curții Constituționale a Republicii Moldova începând cu 11 decembrie 2018.

## Biografie

### Educație
în anul 1991 a absolvit cu eminență școala medie din satul Abaclia, raionul Basarabeasca, iar în anul 1995 a finalizat studiile superioare la Facultatea de Drept a Universității „Alexandru Ioan Cuza” din Iași, România, specializarea drept.

### Activitate profesională
A îndeplinit funcția de consultant principal in Direcția juridica a Aparatului Parlamentului (1995-2001), perioadă în care a participat la elaborarea și definitivarea Codului electoral, Clasificatorului general al legislației Republicii Moldova, Legii privind actele legislative; Legii cu privire la statutul refugiaților și altor acte legislative de importanță deosebită. În aceeași perioadă a fost responsabil de asigurarea activității Consiliului Coordonator pentru desfășurarea reformei judiciare și de drept.
Este coautor al Comentariului Constituției Republicii Moldova (2012), editat sub egida Curții Constituționale a RM), al „Comentariului la Titlul I al Constituției Republicii Moldova” (2000), al cărții "Drepturile și libertățile fundamentale. Sistemul de garanții" (2005), a numeroase publicații și studii practico-teoretice in domeniul dreptului, organizator și participant activ la o serie de seminare și conferințe naționale și internaționale.
În martie 2001 este numit consilier pentru probleme juridice al Președintelui Parlamentului, iar din mai 2001 pînă în iulie 2005 exercită și funcția de Director general al Aparatului Parlamentului, fiind prima persoană numita în această funcție conform prevederilor modificate ale Regulamentului Parlamentului Republicii Moldova. 
Deține gradul superior de calificare în serviciul public – "Сonsilier de stat al Republicii Moldova de clasa I" (2003) și gradul suprem de clasificare în organele Procuraturii - "Consilier juridic de stat de rangul I" (2013), este decorat cu distincția Procuraturii – Crucea ”Pentru Merit” de clasa I (2016). 
Din iulie 2005 este angajat în diverse proiecte implementate de organizații neguvernamentale, naționale și internaționale, printre cele mai importante fiind Asociația pentru Democrație Participativă ADEPT (www.e-democracy.md), Reprezentanța din Moldova a Fundației Eurasia, Centrul de Analiză și Prevenire a Corupției (www.capc.md), Agenția "EX-LEGE", Fundația PRISA (www.prisa.md). 
În decembrie 2009 este desemnat membru al Comisiei pentru reformă constituțională a Republicii Moldova, iar din 2011 participă la ședințele Consiliului național pentru reforma organelor de ocrotire a normelor de drept.
Deține licență de avocat. Posedă experiență de colaborare cu diverse organizații internaționale, inclusiv Consiliul Europei, UE, OSCE, UNDP, UNHCR s.a.
În anul 2011 devine membru al grupului de inițiativă/fondator al Partidului Acțiunea Democratică (PAD), o nouă formațiune politică de orientare social-liberală înregistrată în Republica Moldova, ulterior devine prim-vicepreședinte al PAD, responsabil de domeniul reforme în justiție, protecția drepturilor omului, combaterea corupției și funcționarea statului de drept. La finele anului 2012 se suspendă apoi se încheie activitatea în cadrul PAD.
La 18 aprilie 2013, prin Hotărârea Parlamentului Republicii Moldova este numit în funcția de Procuror General al Republicii Moldova, pentru un mandat constituțional de 5 ani. Din oficiu, devine membru al Consiliului Superior al Magistraturii.
La 26 februarie 2016 a demisionat din funcție, în fața plenului Parlamentului Republicii Moldova, mulțumind deputaților pentru adoptarea cu o zi înainte a noii Legi cu privire la Procuratură, menită să reformeze și modernizeze instituția. Activitatea în funcția de procuror General este înalt apreciată de plenul Parlamentului, a fost petrecut cu aplauze.
La 11 decembrie 2018 este numit de către Consiliul Superior al Magistraturii în funcția de judecător al Curții Constituționale, pentru un mandat de 6 ani, iar la 14 decembrie 2018 a depus jurămîntul și a intrat în exercițiul funcției de judecător al Curții Constituționale a Republicii Moldova. 
La 26 iunie 2019 , împreună cu alți judecători ai Curții Constituționale a Republicii Moldova, a demisionat din funcție (in corpore.)  